# IC 4651
IC 4651 är en öppen stjärnhop i altaret. IC 4651 har för närvarande ungefär 650 stjärnor med en massa på ungefär 630 solmassor. Ursprungligen antas den ha haft 8300 stjärnor med en total massa på 5300 gånger solens.